# Verenigde Staten op de Paralympische Winterspelen 2018
De Verenigde Staten was een van de landen die deelnam aan de Paralympische Winterspelen 2018 in Pyeongchang, Zuid-Korea.

## Medailleoverzicht
| Sport        | Paralympiër                           | Onderdeel                                  | Medaille |
| ------------ | ------------------------------------- | ------------------------------------------ | -------- |
| Alpineskiën  | Andrew Kurka                          | Afdaling, zittend (m)                      | Goud     |
| Biatlon      | Daniel Cnossen                        | 7.5 km, zittend (m)                        | Goud     |
| Biatlon      | Kendall Gretsch                       | 6 km, zittend (v)                          | Goud     |
| Langlaufen   | Kendall Gretsch                       | 12 km, zittend (v)                         | Goud     |
| Langlaufen   | Oksana Masters                        | 1.1 km sprint, zittend (v)                 | Goud     |
| Langlaufen   | Oksana Masters                        | 5 km, zittend (v)                          | Goud     |
| Langlaufen   | Andrew Soule                          | 1.1 km sprint, zittend (m)                 | Goud     |
| Sledgehockey | Team                                  | Team, gemengd                              | Goud     |
| Snowboarden  | Noah Elliott                          | Slalom, SB-LL1 (m)                         | Goud     |
| Snowboarden  | Brenna Huckaby                        | Snowboardcross, SB-LL1 (v)                 | Goud     |
| Snowboarden  | Brenna Huckaby                        | Slalom, SB-LL1 (v)                         | Goud     |
| Snowboarden  | Mike Minor                            | Slalom, SB-UL (m)                          | Goud     |
| Snowboarden  | Mike Schultz                          | Snowboardcross, SB-LL1 (m)                 | Goud     |
|              |                                       |                                            |          |
| Alpineskiën  | Andrew Kurka                          | Super G, zittend (m)                       | Zilver   |
| Alpineskiën  | Tyler Walker                          | Reuzenslalom, zittend (m)                  | Zilver   |
| Alpineskiën  | Tyler Walker                          | Slalom, zittend (m)                        | Zilver   |
| Biatlon      | Daniel Cnossen                        | 12.5 km, zittend (m)                       | Zilver   |
| Biatlon      | Daniel Cnossen                        | 15 km, zittend (m)                         | Zilver   |
| Biatlon      | Oksana Masters                        | 6 km, zittend (v)                          | Zilver   |
| Biatlon      | Oksana Masters                        | 12.5 km, zittend (v)                       | Zilver   |
| Langlaufen   | Jacob Adicoff Gids: Sawyer Kesselheim | 10 km klassieke stijl, visueel beperkt (m) | Zilver   |
| Langlaufen   | Daniel Cnossen                        | 7.5 km, zittend (m)                        | Zilver   |
| Langlaufen   | Daniel Cnossen                        | 15 km, zittend (m)                         | Zilver   |
| Snowboarden  | Brittani Coury                        | Slalom, SB-LL2 (v)                         | Zilver   |
| Snowboarden  | Keith Gabel                           | Snowboardcross, SB-LL2 (m)                 | Zilver   |
| Snowboarden  | Amy Purdy                             | Snowboardcross, SB-LL1 (v)                 | Zilver   |
| Snowboarden  | Mike Schultz                          | Slalom, SB-LL1 (m)                         | Zilver   |
| Snowboarden  | Evan Strong                           | Slalom, SB-LL2 (m)                         | Zilver   |
|              |                                       |                                            |          |
| Alpineskiën  | James Stanton                         | Slalom, staand (m)                         | Brons    |
| Alpineskiën  | Laurie Stephens                       | Afdaling, zittend (v)                      | Brons    |
| Biatlon      | Andrew Soule                          | 12.5 km, zittend (m)                       | Brons    |
| Langlaufen   | Daniel Cnossen                        | 1.1 km sprint, zittend (m)                 | Brons    |
| Langlaufen   | Oksana Masters                        | 12 km, zittend (v)                         | Brons    |
| Snowboarden  | Noah Elliott                          | Snowboardcross, SB-LL1 (m)                 | Brons    |
| Snowboarden  | Mike Minor                            | Snowboardcross, SB-UL (m)                  | Brons    |
| Snowboarden  | Amy Purdy                             | Slalom, SB-LL1 (v)                         | Brons    |

## Deelnemers en resultaten
(m) = mannen, (v) = vrouwen 

### Alpineskiën
| Paralympiër                          | Onderdeel                            | Resultaat | Prestatie         |
| ------------------------------------ | ------------------------------------ | --------- | ----------------- |
| Jasmin Bambur                        | Super G, zittend (m)                 | DNF       | Niet gefinisht    |
| Jasmin Bambur                        | Supercombinatie, zittend (m)         | 12e       | 2:25.22           |
| Jasmin Bambur                        | Reuzenslalom, zittend (m)            | DNF       | Niet gefinisht    |
| Jasmin Bambur                        | Slalom, zittend (m)                  | DNF       | Niet gefinisht    |
| Mark Bathum Gids: Cade Yamamoto      | Afdaling, visueel beperkt (m)        | DNF       | Niet gefinisht    |
| Mark Bathum Gids: Cade Yamamoto      | Super G, visueel beperkt (m)         | 11e       | 1:35.97           |
| Mark Bathum Gids: Cade Yamamoto      | Supercombinatie, visueel beperkt (m) | 7e        | 2:27.64           |
| Kevin Burton Gids: Brandon Ashby     | Afdaling, visueel beperkt (m)        | 7e        | 1:31.35           |
| Kevin Burton Gids: Brandon Ashby     | Super G, visueel beperkt (m)         | 9e        | 1:32.42           |
| Kevin Burton Gids: Brandon Ashby     | Supercombinatie, visueel beperkt (m) | 5e        | 2:22.36           |
| Kevin Burton Gids: Brandon Ashby     | Reuzenslalom, visueel beperkt (m)    | DSQ       | Gediskwalificeerd |
| Kevin Burton Gids: Brandon Ashby     | Slalom, visueel beperkt (m)          | DNF       | Niet gefinisht    |
| Tyler Carter                         | Reuzenslalom, staand (m)             | DNF       | Niet gefinisht    |
| Tyler Carter                         | Slalom, staand (m)                   | 19e       | 2:03.30           |
| Josh Elliott                         | Super G, zittend (m)                 | DNF       | Niet gefinisht    |
| Josh Elliott                         | Supercombinatie, zittend (m)         | 6e        | 2:17.68           |
| Josh Elliott                         | Reuzenslalom, zittend (m)            | DNF       | Niet gefinisht    |
| Josh Elliott                         | Slalom, zittend (m)                  | DNF       | Niet gefinisht    |
| Andrew Haraghey                      | Afdaling, staand (m)                 | 18e       | 1:32.84           |
| Andrew Haraghey                      | Super G, staand (m)                  | 24e       | 1:34.19           |
| Connor Hogan                         | Reuzenslalom, staand (m)             | 24e       | 2:32.47           |
| Connor Hogan                         | Slalom, staand (m)                   | DNS       | Niet gestart      |
| Andrew Kurka                         | Afdaling, zittend (m)                | Goud      | 1:24.11           |
| Andrew Kurka                         | Super G, zittend (m)                 | Zilver    | 1:26.89           |
| Andrew Kurka                         | Supercombinatie, zittend (m)         | 7e        | 2:17.73           |
| Andrew Kurka                         | Reuzenslalom, zittend (m)            | DNF       | Niet gefinisht    |
| Stephen Lawler                       | Afdaling, zittend (m)                | 18e       | 1:32.82           |
| Stephen Lawler                       | Super G, zittend (m)                 | 22e       | 1:38.33           |
| Stephen Lawler                       | Reuzenslalom, zittend (m)            | DNF       | Niet gefinisht    |
| James Stanton                        | Super G, staand (m)                  | 17e       | 1:31.31           |
| James Stanton                        | Supercombinatie, staand (m)          | 4e        | 2:16.55           |
| James Stanton                        | Reuzenslalom, staand (m)             | 14e       | 2:21.30           |
| James Stanton                        | Slalom, staand (m)                   | Brons     | 1:37.37           |
| Tyler Walker                         | Super G, zittend (m)                 | 12e       | 1:29.10           |
| Tyler Walker                         | Supercombinatie, zittend (m)         | DNF       | Niet gefinisht    |
| Tyler Walker                         | Reuzenslalom, zittend (m)            | Zilver    | 2:13.79           |
| Tyler Walker                         | Slalom, zittend (m)                  | Zilver    | 1:40.55           |
| Thomas Walsh                         | Super G, staand (m)                  | 13e       | 1:30.38           |
| Thomas Walsh                         | Supercombinatie, staand (m)          | DNF       | Niet gefinisht    |
| Thomas Walsh                         | Reuzenslalom, staand (m)             | 7e        | 2:16.31           |
| Thomas Walsh                         | Slalom, staand (m)                   | 5e        | 1:42.20           |
| Spencer Wood                         | Reuzenslalom, staand (m)             | 25e       | 2:32.99           |
| Spencer Wood                         | Slalom, staand (m)                   | DNF       | Niet gefinisht    |
|                                      |                                      |           |                   |
| Stephanie Jallen                     | Afdaling, staand (v)                 | 8e        | 1:40.64           |
| Stephanie Jallen                     | Super G, staand (v)                  | 10e       | 1:44.30           |
| Stephanie Jallen                     | Supercombinatie, staand (v)          | 5e        | 2:37.75           |
| Stephanie Jallen                     | Reuzenslalom, staand (v)             | 8e        | 2:34.58           |
| Stephanie Jallen                     | Slalom, staand (v)                   | DNF       | Niet gefinisht    |
| Ally Kunkel                          | Afdaling, staand (v)                 | DNF       | Niet gefinisht    |
| Ally Kunkel                          | Super G, staand (v)                  | 7e        | 1:40.74           |
| Ally Kunkel                          | Supercombinatie, staand (v)          | DNF       | Niet gefinisht    |
| Ally Kunkel                          | Reuzenslalom, staand (v)             | 10e       | 2:37.43           |
| Ally Kunkel                          | Slalom, staand (v)                   | DSQ       | Gediskwalificeerd |
| Staci Mannella Gids: Sadie de Baun   | Super G, visueel beperkt (v)         | 10e       | 1:44.25           |
| Staci Mannella Gids: Sadie de Baun   | Supercombinatie, visueel beperkt (v) | DNF       | Niet gefinisht    |
| Staci Mannella Gids: Sadie de Baun   | Reuzenslalom, visueel beperkt (v)    | 10e       | 2:40.01           |
| Staci Mannella Gids: Sadie de Baun   | Slalom, visueel beperkt (v)          | 9e        | 2:07.13           |
| Melanie Schwartz                     | Afdaling, staand (v)                 | 7e        | 1:39.38           |
| Melanie Schwartz                     | Super G, staand (v)                  | 8e        | 1:42.77           |
| Melanie Schwartz                     | Supercombinatie, staand (v)          | 8e        | 2:49.32           |
| Melanie Schwartz                     | Slalom, staand (v)                   | 11e       | 2:25.38           |
| Laurie Stephens                      | Afdaling, zittend (v)                | Brons     | 1:35.80           |
| Laurie Stephens                      | Super G, zittend (v)                 | 5e        | 1:36.98           |
| Laurie Stephens                      | Supercombinatie, zittend (v)         | 4e        | 2:35.74           |
| Laurie Stephens                      | Reuzenslalom, zittend (v)            | 7e        | 2:31.85           |
| Laurie Stephens                      | Slalom, zittend (v)                  | 5e        | 2:15.22           |
| Danelle Umstead Gids: Robert Umstead | Afdaling, visueel beperkt (v)        | DNF       | Niet gefinisht    |
| Danelle Umstead Gids: Robert Umstead | Super G, visueel beperkt (v)         | 6e        | 1:38.91           |
| Danelle Umstead Gids: Robert Umstead | Supercombinatie, visueel beperkt (v) | 8e        | 2:39.53           |
| Danelle Umstead Gids: Robert Umstead | Reuzenslalom, visueel beperkt (v)    | 8e        | 2:37.29           |
| Danelle Umstead Gids: Robert Umstead | Slalom, visueel beperkt (v)          | DSQ       | Gediskwalificeerd |
| Stephani Victor                      | Afdaling, zittend (v)                | DNF       | Niet gefinisht    |
| Stephani Victor                      | Super G, zittend (v)                 | 6e        | 1:40.01           |
| Stephani Victor                      | Supercombinatie, zittend (v)         | DSQ       | Gediskwalificeerd |
| Stephani Victor                      | Reuzenslalom, zittend (v)            | 4e        | 2:30.53           |
| Stephani Victor                      | Slalom, zittend (v)                  | DNF       | Niet gefinisht    |

### Biatlon
| Paralympiër     | Onderdeel            | Resultaat | Prestatie      |
| --------------- | -------------------- | --------- | -------------- |
| Daniel Cnossen  | 7.5 km, zittend (m)  | Goud      | 23:49.7        |
| Daniel Cnossen  | 12.5 km, zittend (m) | Zilver    | 0:46:37.3      |
| Daniel Cnossen  | 15 km, zittend (m)   | Zilver    | 0:50:42.7      |
| Sean Halsted    | 12.5 km, zittend (m) | 14e       | 0:55:45.9      |
| Aaron Pike      | 7.5 km, zittend (m)  | 12e       | 26:15.3        |
| Aaron Pike      | 12.5 km, zittend (m) | 7e        | 0:51:00.2      |
| Aaron Pike      | 15 km, zittend (m)   | 6e        | 0:52:30.1      |
| Bryan Price     | 7.5 km, zittend (m)  | 20e       | 28:52.8        |
| Bryan Price     | 12.5 km, zittend (m) | 16e       | 1:01:57.0      |
| Ruslan Reiter   | 7.5 km, staand (m)   | 16e       | 22:55.6        |
| Ruslan Reiter   | 12.5 km, staand (m)  | 11e       | 43:45.9        |
| Ruslan Reiter   | 15 km, staand (m)    | 15e       | 59:06.8        |
| Andrew Soule    | 7.5 km, zittend (m)  | 8e        | 25:08.3        |
| Andrew Soule    | 12.5 km, zittend (m) | Brons     | 0:47:08.7      |
| Andrew Soule    | 15 km, zittend (m)   | 9e        | 0:54:51.2      |
| Jeremy Wagner   | 7.5 km, zittend (m)  | 19e       | 28:32.4        |
|                 |                      |           |                |
| Kendall Gretsch | 6 km, zittend (v)    | Goud      | 21:52.0        |
| Kendall Gretsch | 10 km, zittend (v)   | 4e        | 44:37.0        |
| Kendall Gretsch | 12.5 km, zittend (v) | 8e        | 0:57:52.0      |
| Oksana Masters  | 6 km, zittend (v)    | Zilver    | 22:14.8        |
| Oksana Masters  | 10 km, zittend (v)   | DNF       | Niet gefinisht |
| Oksana Masters  | 12.5 km, zittend (v) | Zilver    | 0:50:00.0      |
| Joy Rondeau     | 6 km, zittend (v)    | 14e       | 27:49.4        |

### Langlaufen
| Paralympiër                                                                     | Onderdeel                                          | Resultaat | Prestatie |
| ------------------------------------------------------------------------------- | -------------------------------------------------- | --------- | --------- |
| Jacob Adicoff Gids: Sawyer Kesselheim                                           | 1.5 km sprint klassieke stijl, visueel beperkt (m) | 4e        | 3:42.1    |
| Jacob Adicoff Gids: Sawyer Kesselheim                                           | 10 km klassieke stijl, visueel beperkt (m)         | Zilver    | 24:31.3   |
| Jacob Adicoff Gids: Sawyer Kesselheim                                           | 20 km vrije stijl, visueel beperkt (m)             | 5e        | 0:49:43.0 |
| Daniel Cnossen                                                                  | 1.1 km sprint, zittend (m)                         | Brons     | 3:09.0    |
| Daniel Cnossen                                                                  | 7.5 km, zittend (m)                                | Zilver    | 22:33.7   |
| Daniel Cnossen                                                                  | 15 km, zittend (m)                                 | Zilver    | 0:42:20.7 |
| Sean Halsted                                                                    | 1.1 km sprint, zittend (m)                         | 14e       | 3:17.2    |
| Sean Halsted                                                                    | 7.5 km, zittend (m)                                | 23e       | 26:37.5   |
| Sean Halsted                                                                    | 15 km, zittend (m)                                 | 22e       | 0:48:38.0 |
| Aaron Pike                                                                      | 1.1 km sprint, zittend (m)                         | 7e        | 3:07.0    |
| Bryan Price                                                                     | 7.5 km, zittend (m)                                | 26e       | 27:51.3   |
| Ruslan Reiter                                                                   | 1.5 km sprint klassieke stijl, staand (m)          | 20e       | 4:25.2    |
| Andrew Soule                                                                    | 1.1 km sprint, zittend (m)                         | Goud      | 3:15.3    |
| Andrew Soule                                                                    | 7.5 km, zittend (m)                                | 5e        | 23:02.8   |
| Andrew Soule                                                                    | 15 km, zittend (m)                                 | 11e       | 0:44:36.9 |
| Jeremy Wagner                                                                   | 1.1 km sprint, zittend (m)                         | 23e       | 3:30.7    |
| Jeremy Wagner                                                                   | 7.5 km, zittend (m)                                | 30e       | 30:16.0   |
|                                                                                 |                                                    |           |           |
| Kendall Gretsch                                                                 | 1.1 km sprint, zittend (v)                         | 7e        | 3:37.8    |
| Kendall Gretsch                                                                 | 5 km, zittend (v)                                  | 6e        | 17:46.4   |
| Kendall Gretsch                                                                 | 12 km, zittend (v)                                 | Goud      | 38:15.9   |
| Oksana Masters                                                                  | 1.1 km sprint, zittend (v)                         | Goud      | 3:29.9    |
| Oksana Masters                                                                  | 5 km, zittend (v)                                  | Goud      | 16:42.0   |
| Oksana Masters                                                                  | 12 km, zittend (v)                                 | Brons     | 39:04.9   |
| Grace Miller                                                                    | 1.5 km sprint klassieke stijl, staand (v)          | 16e       | 5:20.7    |
| Grace Miller                                                                    | 7.5 km klassieke stijl, staand (v)                 | 18e       | 29:21.9   |
| Grace Miller                                                                    | 15 km vrije stijl, staand (v)                      | 10e       | 1:08:51.5 |
| Joy Rondeau                                                                     | 1.1 km sprint, zittend (v)                         | 23e       | 4:31.1    |
| Joy Rondeau                                                                     | 5 km, zittend (v)                                  | 19e       | 21:55.1   |
| Mia Zutter Gids: Kristina Trygstad-Saari                                        | 1.5 km sprint klassieke stijl, visueel beperkt (v) | 9e        | 5:24.3    |
| Mia Zutter Gids: Kristina Trygstad-Saari                                        | 7.5 km klassieke stijl, visueel beperkt (v)        | 9e        | 27:53.0   |
| Mia Zutter Gids: Kristina Trygstad-Saari                                        | 15 km vrije stijl, visueel beperkt (v)             | 8e        | 1:02:20.2 |
|                                                                                 |                                                    |           |           |
| Jacob Adicoff Gids: Sawyer Kesselheim Kendall Gretsch Ruslan Reiter             | 4 x 2.5 km, estafette gemengd                      | 7e        | 26:07.6   |
| Sean Halsted Grace Miller Andrew Soute Mia Zutter Gids: Kristina Trygstad-Saari | 4 x 2.5 km, estafette open                         | 12e       | 28:23.1   |

### Rolstoelcurling
| Paralympiër                                                     | Onderdeel     | Resultaat | Prestatie |
| --------------------------------------------------------------- | ------------- | --------- | --- |
| Kirk Black Stephen Emt Penny Greely Meghan Lino Justin Marshall | Team, gemengd | 12e       | Groepsfase (12e) USA - KOR: 3 - 7 USA - GER: 4 - 6 USA - SWE: 10 - 2 NPA - USA: 6 - 4 FIN - USA: 8 - 5 USA - CHN: 4 - 6 CAN - USA: 6 - 5 GBR - USA: 3 - 9 SUI - USA: 7 - 4 USA - NOR: 4 - 5 USA - SVK: 6 - 7 |

### Sledgehockey
| Paralympiër | Onderdeel     | Resultaat | Prestatie |
| --- | ------------- | --------- | --- |
| Tyler Carron Steve Cash Ralph Dequebec Travis Dodson Declan Farmer Noah Grove Billy Hanning Jr. Nikko Landeros Jen Lee Luke McDermott Kevin McKee Joshua Misiewicz Adam Page Joshua Pauls Rico Roman Brody Roybal Jack Wallace | Team, gemengd | Goud      | Groep B (1e) USA - JPN: 10 - 0 USA - CZE: 10 - 0 USA - KOR: 8 - 0 Halve finale USA - ITA: 10 - 1 Finale CAN - USA: 1 - 2 |

### Snowboarden
| Paralympiër    | Onderdeel                  | Resultaat | Prestatie |
| -------------- | -------------------------- | --------- | --------- |
| Noah Elliott   | Snowboardcross, SB-LL1 (m) | Brons     | 1:00.73   |
| Noah Elliott   | Slalom, SB-LL1 (m)         | Goud      | 0:51.90   |
| Keith Gabel    | Snowboardcross, SB-LL2 (m) | Zilver    | 0:59.02   |
| Keith Gabel    | Slalom, SB-LL2 (m)         | 6e        | 0:51.43   |
| Mark Mann      | Snowboardcross, SB-LL1 (m) | 5e        | 1:04.58   |
| Mark Mann      | Slalom, SB-LL1 (m)         | 8e        | 1:01.78   |
| Mike Minor     | Snowboardcross, SB-UL (m)  | Brons     | 1:00.12   |
| Mike Minor     | Slalom, SB-UL (m)          | Goud      | 0:50.77   |
| James Sides    | Snowboardcross, SB-UL (m)  | 15e       | 1:06.47   |
| James Sides    | Slalom, SB-UL (m)          | 14e       | 0:58.11   |
| Mike Schultz   | Snowboardcross, SB-LL1 (m) | Goud      | 1:04.73   |
| Mike Schultz   | Slalom, SB-LL1 (m)         | Zilver    | 0:53.42   |
| Michael Shea   | Snowboardcross, SB-LL2 (m) | 5e        | 0:58.93   |
| Michael Shea   | Slalom, SB-LL2 (m)         | 4e        | 0:49.70   |
| Michael Spivey | Snowboardcross, SB-UL (m)  | 18e       | 1:08.33   |
| Michael Spivey | Slalom, SB-UL (m)          | 18e       | 0:59.40   |
| Evan Strong    | Snowboardcross, SB-LL2 (m) | 4e        | 0:59.40   |
| Evan Strong    | Slalom, SB-LL2 (m)         | Zilver    | 0:49.20   |
|                |                            |           |           |
| Arlene Cohen   | Slalom, SB-LL2 (v)         | 7e        | 1:44.46   |
| Brittani Coury | Snowboardcross, SB-LL2 (v) | 6e        | 1:26.39   |
| Brittani Coury | Slalom, SB-LL2 (v)         | Zilver    | 0:59.87   |
| Brenna Huckaby | Snowboardcross, SB-LL1 (v) | Goud      | 1:17.02   |
| Brenna Huckaby | Slalom, SB-LL1 (v)         | Goud      | 0:56.17   |
| Amy Purdy      | Snowboardcross, SB-LL1 (v) | Zilver    | 1:09.64   |
| Amy Purdy      | Slalom, SB-LL1 (v)         | Brons     | 1:05.40   |
| Nicole Roundy  | Snowboardcross, SB-LL1 (v) | 5e        | 1:17.77   |
| Nicole Roundy  | Slalom, SB-LL1 (v)         | 4e        | 1:05.69   |

Andorra · Argentinië · Armenië · Australië · België · Bosnië en Herzegovina · Brazilië · Bulgarije · Canada · Chili · China · Denemarken · Duitsland · Finland · Frankrijk · Georgië · Griekenland · Groot-Brittannië · Hongarije · IJsland · Iran · Italië · Japan · Kazachstan · Kroatië · Mexico · Mongolië · Nederland · Nieuw-Zeeland · Noord-Korea · Noorwegen · Oekraïne · Oezbekistan · Oostenrijk · Polen · Roemenië · Servië · Slovenië · Slowakije · Spanje · Tadzjikistan · Tsjechië · Turkije · Verenigde Staten · Wit-Rusland · Zuid-Korea · Zweden · Zwitserland
Neutrale paralympische atleten